# 雷島東方龜
雷島東方龜（Siebenrockiella leytensis），又名雷島粗頸龜、巴拉望龜、菲律賓池龜，是菲律賓極為罕有的龜。

## 發現歷史
於1920年前，有指從菲律賓萊特島運送來的一批龜中夾雜著3個雷島東方龜的標本。約於1988年，泰泰的一個村民發現了第4個標本，他指是從一條河流中檢獲的。最近才發現牠們真的是分佈在巴拉望，並自此成為寵物貿易。

## 分佈
雷島東方龜是菲律賓的特有種，以往在野外卻未能發現牠們，最近發現分佈在巴拉望北部一些地區。

## 行為
雷島東方龜很羞怯，大部份時間都會躲在石間。牠們是雜食性的，喜歡吃水生植物、細小的魚類及甲殼類。牠們在早上及晚間活動，主要是為覓食，夜間會進行遷移。未有發現牠們在哂太陽。

## 保育
可能由於失去棲息地及被捕獵，牠們現正處於極危。於2004年，大量的雷島東方龜在馬尼拉作為寵物出售，當中涉及一些海外收集者。這些雷島東方龜都是從巴拉望北部的泥沼中採集，但只有成年，並沒有幼龜。
菲律賓已經立法要求所有寵物主人及貿易者登記其寵物，並就外來的寵物繳交許可費用。此等措施希望可以減少採集雷島東方龜等瀕危物種。
其被列為《瀕危野生動植物種國際貿易公約》附錄二的物種，被限制出口及貿易。